# La Forêt d'argent (film)
Pour les articles homonymes, voir La Forêt d'argent.
Pour plus de détails, voir Fiche technique et Distribution.
La Forêt d'argent (Der Wilderer vom Silberwald) est un heimatfilm ouest-allemand réalisé par Otto Meyer (de) et sorti en 1957.
C'est la suite de L'Écho des montagnes sorti en 1954.

## Fiche technique
- Titre original allemand : Der Wilderer vom Silberwald[1]
- Titre français : La Forêt d'argent[2]
- Réalisateur : Otto Meyer (de)
- Scénario : Ilse von Gasteiger, Ernst A. Welisch
- Photographie : Walter Partsch (de)
- Montage : Heinz Haber
- Musique : Karl Götz, Hans Oliva-Hagen
- Production : August Rieger, Ernest Müller (de), Robert Siepen
- Sociétés de production : Rex-Film
- Pays de production :  Allemagne de l'Ouest
- Langue originale : allemand
- Format : Couleur - 1,37:1 - Son mono - 35 mm
- Durée : 97 minutes
- Genre : Heimatfilm
- Dates de sortie :
  - Allemagne de l'Ouest : 10 octobre 1957
  - France : 2 avril 1958

## Distribution
- Anita Gutwell (de) : Ulli Hoellrigl
- Rudolf Lenz (de) : Christian Pachegg
- Rudolf Carl : Mathias Hoellrigl
- Lucie Englisch : Mathilde Hoellrigl
- Traute Wassler : Josefa Rohrer
- Brigitte Antonius : Zenzi
- Emmerich Schrenk : Rupert, contremaître
- Fritz Muliar : Lorenz
- Wolfgang Jansen (de) : Paul
- Harry Kratz : Loisl
- Walter Varndal
- Heinrich Fuchs
- Ludwig Geiger
- Vera Comployer

## Production
Le film a été tourné à Maria Alm am Steinernen Meer en Autriche.